# 29-й отдельный аэросанный батальон
29-й отдельный аэросанный батальон — воинское подразделение вооружённых сил СССР в Великой Отечественной войне. За время войны существовало два формирования батальона.

## 1-е формирование
Батальон формировался с осени 1941 года в Соликамске. 
В составе действующей армии с 15.03.1942 по 10.04.1942.
Транспортный батальон, на вооружении батальона состояли аэросани НКЛ-16.
В конце ноября 1941 батальон был переправлен в Москву, где в течение двух месяцев ожидал прибытия аэросаней из Кировской области.
В районе города Кирова занимался подвозом продовольствия и вывозом раненых. В конце марта 1942 года был вновь погружен в эшелоны и направлен в Соликамск, где был расформирован

### Подчинение
| Дата            | Фронт (округ)  | Армия      | Корпус | Дивизия | Бригада | Примечания |
| --------------- | -------------- | ---------- | ------ | ------- | ------- | ---------- |
| 01.04.1942 года | Западный фронт | 10-я армия | -      | -       | -       | -          |

## 2-е формирование
Батальон сформирован  осенью 1942 года в Соликамске на основании директивы №731087 заместителя наркома обороны генерал-полковника Щаденко Е.А..
В составе действующей армии с 14.11.1942 по 01.06.1944.
Транспортный батальон, на вооружении батальона состояли аэросани НКЛ-16.
В октябре 1942 года переброшен на рубеж реки Свирь, где вошёл в состав 3-й бригады морской пехоты, до мая 1944 года в боевых действиях практически не участвовал.
05.05.1944 расформирован.

### Подчинение
| Дата            | Фронт (округ)           | Армия               | Корпус | Дивизия | Бригада                    | Примечания |
| --------------- | ----------------------- | ------------------- | ------ | ------- | -------------------------- | ---------- |
| 01.11.1942 года | Уральский военный округ | -                   | -      | -       | -                          | -          |
| 01.12.1942 года | -                       | 7-я отдельная армия | -      | -       | -                          | -          |
| 01.01.1943 года | -                       | 7-я отдельная армия | -      | -       | 3-я бригада морской пехоты | -          |
| 01.02.1943 года | -                       | 7-я отдельная армия | -      | -       | 3-я бригада морской пехоты | -          |
| 01.03.1943 года | -                       | 7-я отдельная армия | -      | -       | 3-я бригада морской пехоты | -          |
| 01.04.1943 года | -                       | 7-я отдельная армия | -      | -       | 3-я бригада морской пехоты | -          |
| 01.05.1943 года | -                       | 7-я отдельная армия | -      | -       | 3-я бригада морской пехоты | -          |
| 01.06.1943 года | -                       | 7-я отдельная армия | -      | -       | 3-я бригада морской пехоты | -          |
| 01.07.1943 года | -                       | 7-я отдельная армия | -      | -       | 3-я бригада морской пехоты | -          |
| 01.08.1943 года | -                       | 7-я отдельная армия | -      | -       | 3-я бригада морской пехоты | -          |
| 01.09.1943 года | -                       | 7-я отдельная армия | -      | -       | 3-я бригада морской пехоты | -          |
| 01.10.1943 года | -                       | 7-я отдельная армия | -      | -       | 3-я бригада морской пехоты | -          |
| 01.11.1943 года | -                       | 7-я отдельная армия | -      | -       | 3-я бригада морской пехоты | -          |
| 01.12.1943 года | -                       | 7-я отдельная армия | -      | -       | 3-я бригада морской пехоты | -          |
| 01.01.1944 года | -                       | 7-я отдельная армия | -      | -       | -                          | -          |
| 01.02.1944 года | -                       | 7-я отдельная армия | -      | -       | -                          | -          |
| 01.03.1944 года | Карельский фронт        | 7-я армия           | -      | -       | -                          | -          |
| 01.04.1944 года | Карельский фронт        | 7-я армия           | -      | -       | -                          | -          |
| 01.05.1944 года | Карельский фронт        | 7-я армия           | -      | -       | -                          | -          |

## Состав
- В батальоне три аэросанные роты, в каждой по три взвода, в каждом из взводов по три машины.